# Francine Ngo Iboum
Francine Ngo Iboum, née le 24 mars 1989 à Songloulou, de son vrai nom Henriette Francine Ngo Iboum Rochelet, est une auteure et écrivaine camerounaise engagée dans la lutte contre le viol.

## Biographie

### Enfance et débuts
Francine Ngo Iboum réalise ses études dans la ville de Douala, après son cycle primaire dans sa ville natale, où elle obtient un diplôme en commerce[réf. nécessaire].
À la suite d'un viol, elle décide d'écrire son tout premier roman, pour parler de ce phénomène grandissant.
En 2013, elle crée l'association de soutien aux victimes d’agressions sexuelles SAVAS, basée à Douala, dont elle est la présidente,.

## Publications
- 2012 : Fleur brisée.

- 2018 : Bouche cousue n’a point de vie[5].

- 2020 :  Miñañ, une seule main n'attache pas un paquet
- 2021 : Le Manuel des Racontages - Conversations avec Henriette Rochelet (co-auteure)
- 2022 : Miñañ - Le temps, notre meilleur ami

## Distinctions
- 2012 : 3e prix au palmarès du concours des dix mots de la francophonie dans la catégorie jeune étranger[6].
- 2013 : Lauréate du concours de dictée organisé par L’Harmattan Cameroun en partenariat avec l’Université de Douala (6ème/ 200) toutes catégories confondues (1ère / 60 dans ma catégorie)
- 2014 : Lauréate du concours de nouvelles Séverin Cécil Abega organisé par l'IFC de Yaoundé
- 2014 : Lauréate du concours de nouvelles organisé par les Éditions Bleu Pétrole en France.